# Stig Salming
Stig "Stygge Stigge" Salming, född 15 oktober 1947 i Salmi i Jukkasjärvi socken, Kiruna kommun, är en svensk före detta ishockeyspelare (back) och tränare. 
Stig Salmings moderklubb var Kiruna AIF, men han förknippas mest med Brynäs IF, som han spelade för under åren 1968 till 1981. Då vann han sex SM-guld. Han gjorde det avgörande målet i SM-finalen 1980 för Brynäs IF mot Västra Frölunda IF.
Han spelade 94 landskamper i ishockey och erhöll Stora Grabbars Märke med nummer 99. Under åren 1976 till 1978 var han uttagen i Sveriges "All-Star Team".
Salming var känd som en hårt spelande, tacklande försvarsspelare, något som motståndarlagen oftast fruktade. Vid världsmästerskapet 1976 i Katowice rök han samman med USA:s Lou Nanne och vid världsmästerskapet 1977 i Wien hade han en uppgörelse med bland annat Kanadas Phil Esposito. Under säsongen 1976–1977 var Salming Elitseriens mest utvisade spelare.
Efter sin aktiva karriär blev han ishockeytränare, bland annat för Brynäs under åren 1981 till 1987. 
Stig Salming är äldre bror till Börje Salming, och tillsammans spelade de båda för Brynäs IF 1970–1973. Han är också farbror till Bianca Salming.

## Meriter
- VM-silver 1977
- VM-brons 1975, 1976
- VM-fyra 1978
- Canada Cup fyra 1976
- SM-guld 1970, 1971, 1972, 1976, 1977, 1980